# Darija Aljoschkina

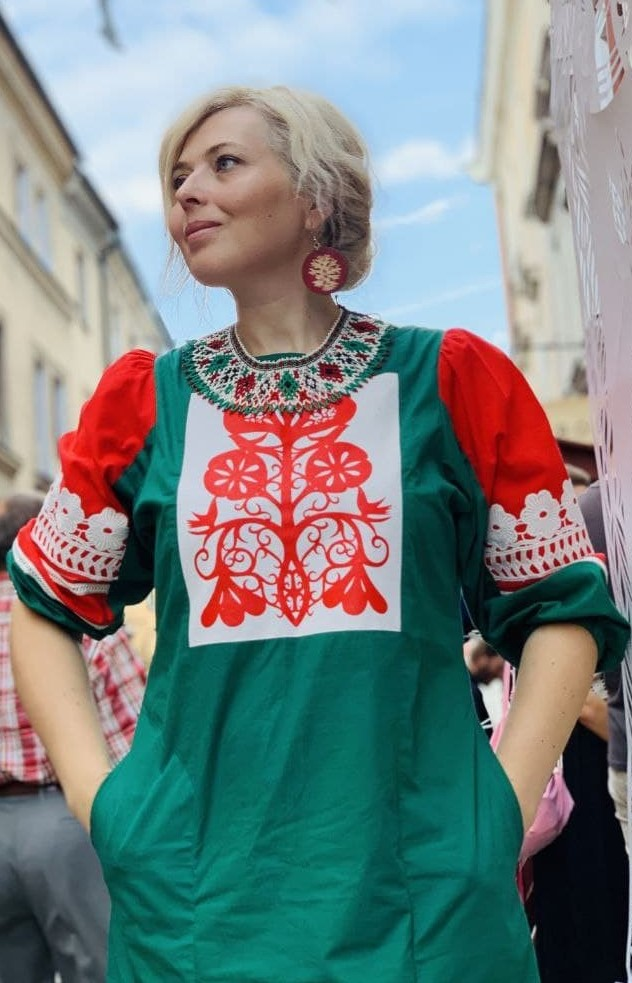
Darija Aljoschkina, 2022

Darija Oleksijiwna Aljoschkina (ukrainisch Дарія Олексіївна Альошкіна, englisch Daria Alyoshkina; * 5. März 1982 in Kiew) ist eine ukrainische Scherenschnittkünstlerin.

## Leben und Wirken
Aljoschkina wurde 1982 in Kiew als Tochter der Künstler Ljudmyla und Oleksij Aljoschkin geboren, die später in ein Dorf in der Oblast Winnyzja zogen. Dort schufen ihre Eltern Skulpturen, Töpferwaren, malten Bilder und zogen fünf Kinder auf.
Darija Aljoschkina absolvierte im Jahr 2001 die Wassyl-Schkribljak-Hochschule für angewandte Kunst in Wyschnyzja und 2007 die Lwiwer Nationalakademie für Kunst mit einem Master in Monumental- und dekorativer Skulptur. Seit 1996 nahm sie an Bildhauerausstellungen und Symposien in der Ukraine, Polen und Litauen teil. Nach der Geburt ihrer Kinder wandte sie sich der Kunst des Scherenschnitts zu, um ihre künstlerische Entwicklung mit dem Familienleben zu vereinbaren. Inspiriert von der alten ukrainischen Tradition, Fenster mit sogenannten Wytynanka zu schmücken, entwickelte sie ihre eigene Technik zur Herstellung großformatiger Papierkunstwerke. Ihre Scherenschnitte zeichnen sich durch Symmetrie aus, die durch die Faltung der Leinwand vor dem Ausschneiden erreicht wird.
Seit 2010 vertritt Aljoschkina die Ukraine bei internationalen Veranstaltungen mit monumentalen Scherenschnitten. Die französische Luxusmarke Cartier schmückte 2018 eine ihrer Boutiquen mit ihren Scherenschnitten. Im Jahr 2019 arbeitete Aljoschkina mit Isabelle Deron an der Schaufensterdekoration im Rahmen des Festivals Printemps Français in Kiew zusammen.
Aljoschkina ist mit dem Musiker und Meister des Lirabaus, Hordij Staruch, verheiratet. Gemeinsam haben sie drei Kinder. Vor dem russischen Überfall auf die Ukraine lebte und arbeitete die Familie in Lwiw.

## Ausstellungen (Auswahl)
- 2018: Biennale bei den Révélations Grand Palais, Paris
- 2018: Dekoration des ukrainischen Standes bei Maison et objet auf Paris Design Week, Paris
- 2019: Ausstellung von Scherenschnitten im UN-Hauptquartier, Genf
- 2020: Biennale di Venezia auf Einladung Michelangelo-Stiftung
- 2020: Spitze der Erinnerung. Zum Gedenken an die Opfer der großen Hungersnot in der Ukraine. Villa Decius, Krakow[6]
- 2021: Spitze aus Papier, Iwano-Frankiwsk
- 2021: Futurespective: 30 Cover für das Vogue UA von ukrainischen Künstlern, Kiewer Zentrum für zeitgenosische Kunst М 17[7]
- 2021: Paris Design Week, Ukrainisches Kulturzentrum, Paris
- 2021: Zwei Projekte, Nizza
- 2021: Schtschedryk, Nationalmuseum in Lwiw
- 2022: Ev. Hauptkirche St. Petri, Hamburg[8]
- 2023: Architekturbiennale Venedig
- 2023: Biennale bei den Révélations Grand Palais, Paris[9]
- 2023: YouNique – Boutique Fair of Arts, Lugano[10][11]
- 2024: Stille Poesie, Stadtpalais Stuttgart